# 竹内善一郎
竹内 善一郎（たけうち ぜんいちろう、1942年10月14日 - ）は、日本の実業家。遠州鉄道株式会社の第7代社長。

## 経歴・人物
静岡県出身。1967年に早稲田大学商学部を卒業後、遠州鉄道株式会社に入社。2005年 - 2013年の8年間、遠州鉄道第7代社長を務めた。社長在任中にリーマンショックが起こるなど厳しい経営環境の中で「グループ総合力の強化」を掲げ、グループ共通ポイントカード「えんてつカード」の導入やグループ横断委員会を組織するなどグループ経営の強化を推進。また、フォルテ跡地に遠鉄百貨店新館を建設し、浜松まちなかにぎわい協議会の初代会長となるなど、浜松市の中心市街地活性化にも尽力した。

### 職歴
- 1966年3月 遠州鉄道株式会社入社
- 1980年6月 観光サービス部観光業務課長
- 1980年12月 観光サービス部観光営業課長
- 1981年6月 舘山寺営業所長
- 1983年12月 自動車部浜松南営業所開設準備委員
- 1984年4月 浜松南営業所長
- 1986年6月 不動産部不動産営業課長
- 1987年4月 不動産事業部次長
- 1988年3月 不動産事業部長
- 1990年6月 取締役不動産事業部長
- 1982年12月 取締役経営企画部長兼人事部長
- 1983年12月 取締役管理本部長兼人事部長
- 1994年6月 常務取締役管理本部長
- 1998年9月 常務取締役経営企画本部長(遠鉄観光開発株式会社社長を兼務)
- 1999年7月 常務取締役観光レジャー担当(遠鉄観光開発株式会社社長を兼務)
- 2002年6月 専務取締役観光レジャー担当(遠鉄観光開発株式会社社長を兼務)
- 2002年11月 専務取締役運輸事業本部長
- 2004年6月 専務取締役管理本部長
- 2005年6月 代表取締役社長
- 2013年6月 代表取締役会長
- 2014年6月 相談役

### 賞勲
- 2003年10月 中部運輸局長表彰受賞
- 2008年10月 国土交通大臣表彰受賞
- 2013年11月 旭日小綬章受章